# L'Esponar
L'Esponar és una serra situada al municipi de Juneda, a la comarca de les Garrigues, amb una elevació màxima de 503 metres.